# 望海潮
望海潮，词牌名。此曲是柳永所创，平韵双调。亦一百零七字，双调，上阙五平韵、下阙六平韵，一韵到底。

## 词牌格式
仄平平仄，仄平平仄，平平仄仄平平。平仄仄平，平平仄仄，平平仄仄平平。仄仄仄平平。
仄平平仄仄（上一下四），仄仄平平。仄仄平平，平平仄仄仄平平。
平平仄仄平平。仄平平仄仄（上一下四），仄仄平平。平仄仄平，平平仄仄，平平仄仄平平。
仄仄仄平平。仄平平仄仄（上一下四），仄仄平平。仄仄平平，平平仄仄仄平平。

## 例词
柳永
东南形胜，三吴都会，钱塘自古繁华。烟柳画桥，风帘翠幕，参差十万人家。云树绕堤沙。
怒涛卷霜雪，天堑无涯。市列珠玑，户盈罗绮，竞豪奢。
重湖叠𪩘清嘉。有三秋桂子，十里荷花。羌管弄晴，菱歌泛夜，嬉嬉钓叟莲娃。千骑拥高牙。
乘醉听箫鼓，吟赏烟霞。异日图将好景，归去凤池夸。